# Biatlon op de Olympische Winterspelen 1988
Biatlon is een van de sporten die beoefend werden tijdens de Olympische Winterspelen 1988 in Calgary, Canada. De wedstrijden werden gehouden in het Canmore Nordic Centre in Canmore.

## Heren

### 10 kilometer sprint
| Rang   | Sporter(s)          | Land | Tijd    | Pen. |
| ------ | ------------------- | ---- | ------- | ---- |
| Goud   | Frank-Peter Roetsch | GDR  | 25:08.1 | 1    |
| Zilver | Valeri Medvedtsev   | URS  | 25:23.7 | 0    |
| Brons  | Sergej Tsjepikov    | URS  | 25:29.4 | 0    |
| 4      | Birk Anders         | GDR  | 25:51.8 | 2    |
| 5      | André Sehmisch      | GDR  | 25:52.3 | 2    |
| 6      | Frank Luck          | GDR  | 25:57.6 | 1    |
| 7      | Tapio Piipponen     | FIN  | 26:02.7 | 1    |
| 8      | Johann Passler      | ITA  | 26:07.7 | 2    |

### 20 kilometer individueel
| Rang   | Sporter(s)          | Land | Tijd    | Pen. |
| ------ | ------------------- | ---- | ------- | ---- |
| Goud   | Frank-Peter Roetsch | GDR  | 56:33.3 | 3    |
| Zilver | Valeri Medvedtsev   | URS  | 56:54.6 | 2    |
| Brons  | Johann Passler      | ITA  | 57:10.1 | 2    |
| 4      | Sergej Tsjepikov    | URS  | 57:17.5 | 1    |
| 5      | Joeri Kasjkarov     | GDR  | 57:43.1 | 2    |
| 6      | Eirik Kvalfoss      | NOR  | 57:54.6 | 3    |
| 7      | André Sehmisch      | GDR  | 58:11.4 | 3    |
| 8      | Tapio Piipponen     | FIN  | 58:18.3 | 3    |

### 4 x 7,5 kilometer estafette
| Rang   | Sporter(s)                                                               | Land | Tijd      | Pen. |
| ------ | ------------------------------------------------------------------------ | ---- | --------- | ---- |
| Goud   | Dmitri Vasiljev Sergej Tsjepikov Aleksandr Popov Valeri Medvedtsev       | URS  | 1:22:30.0 | 0    |
| Zilver | Ernst Reiter Stefan Höck Peter Angerer Fritz Fischer                     | FRG  | 1:23:37.4 | 0    |
| Brons  | Werner Kiem Gottlieb Taschler Johann Passler Andreas Zingerle            | ITA  | 1:23:51.5 | 0    |
| 4      | Anton Lengauer-Stockner Bruno Hofstätter Franz Schuler Alfred Eder       | AUT  | 1:24:17.6 | 0    |
| 5      | Jürgen Wirth Frank-Peter Roetsch Matthias Jacob André Sehmisch           | GDR  | 1:24:28.4 | 3    |
| 6      | Geir Einang Frode Løberg Gisle Fenne Eirik Kvalfoss                      | NOR  | 1:25:57.0 | 0    |
| 7      | Peter Sjöden Mikael Löfgren Roger Westling Leif Andersson                | SWE  | 1:29:11.9 | 3    |
| 8      | Vassil Bojilov Vladimir Velitsjkov Krasimir Videnov Hristo Vodenitsjarov | BUL  | 1:29:24.9 | 7    |

## Medaillespiegel
| Plaats | Land                     | NOC    | Goud | Zilver | Brons | Totaal |
| ------ | ------------------------ | ------ | ---- | ------ | ----- | ------ |
| 1      | DDR                      | GDR    | 2    | 0      | 0     | 2      |
| 2      | Sovjet-Unie              | URS    | 1    | 2      | 1     | 4      |
| 3      | Bondsrepubliek Duitsland | FRG    | 0    | 1      | 0     | 1      |
| 4      | Italië                   | ITA    | 0    | 0      | 2     | 2      |
| Totaal | Totaal                   | Totaal | 3    | 3      | 3     | 9      |